# ایگور ایشوتکو
ایگور ایشوتکو (انگلیسی: Igor Ishutko؛ زادهٔ ۳۰ ژانویهٔ ۱۹۸۳) ورزشکار اسکی نمایشی اهل اوکراین است. او از اسکی‌بازان نمایشی در بازی‌های المپیک زمستانی ۲۰۰۶ بوده است.